# 葵盛東商場
葵盛東商場（英語：Kwai Shing East Commercial Complex），是其中一個香港購物商場，位於葵盛東邨盛逸樓及盛強樓的基座，亦是葵盛東邨之附屬商場，由房屋署建築師設計、香港房屋委員會興建，1999年落成，曾經由香港房屋委員會管理，2005年售予領展接手管理，現由基滙資本持有。基滙資本收購此商場後，將商場交由旗下分公司「民坊」營運，之後亦外判給佳定物業管理。
商場設有港鐵特惠站，提供葵興站$2乘車折扣優惠。
葵盛（東）巴士總站位於此商場地下。

## 圖片

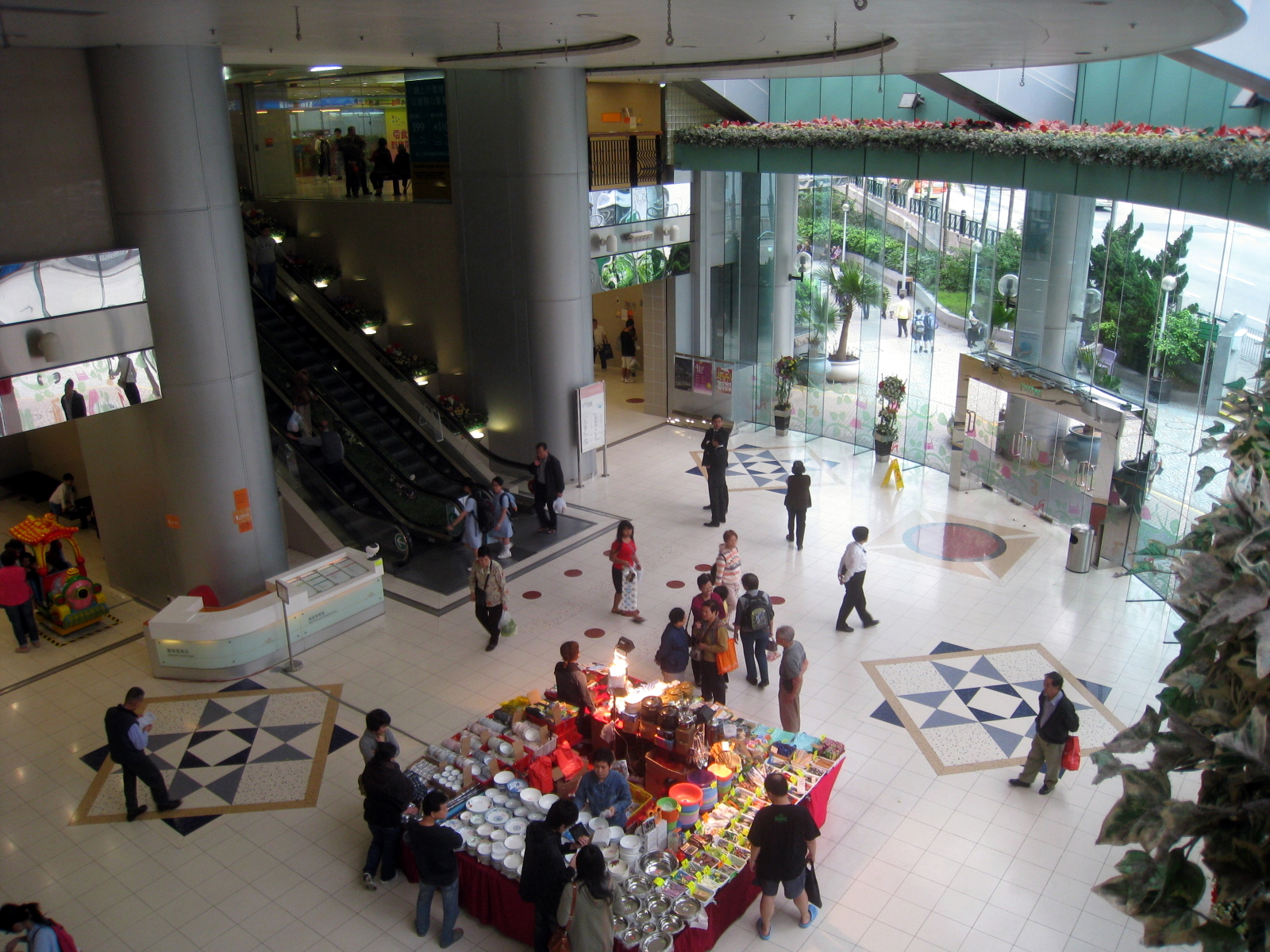
中庭（已翻新）
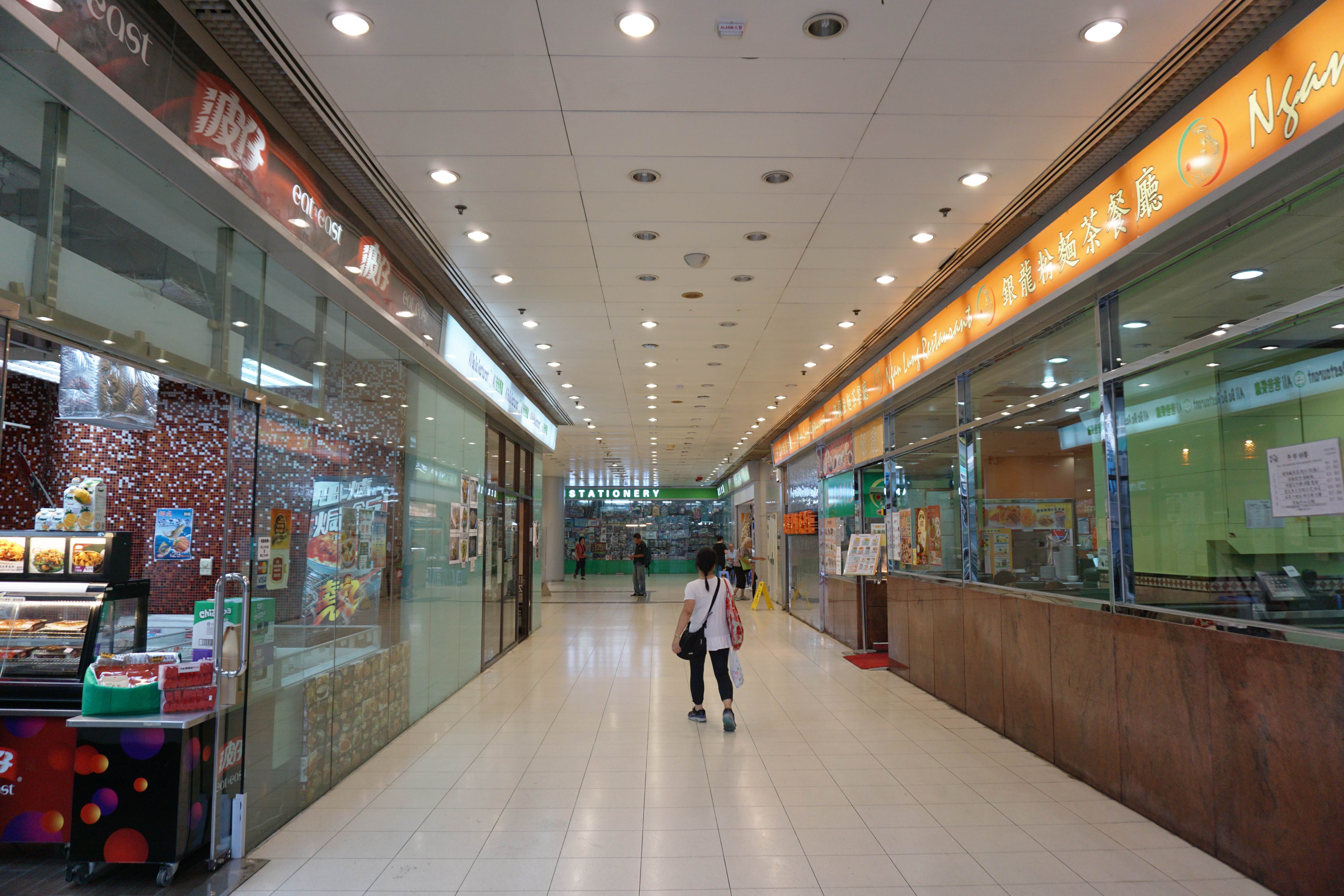
地下波仔（已於2020年9月結業）、銀龍（已搬遷至同一商場一樓）及文具店（已搬遷至同一商場一樓）
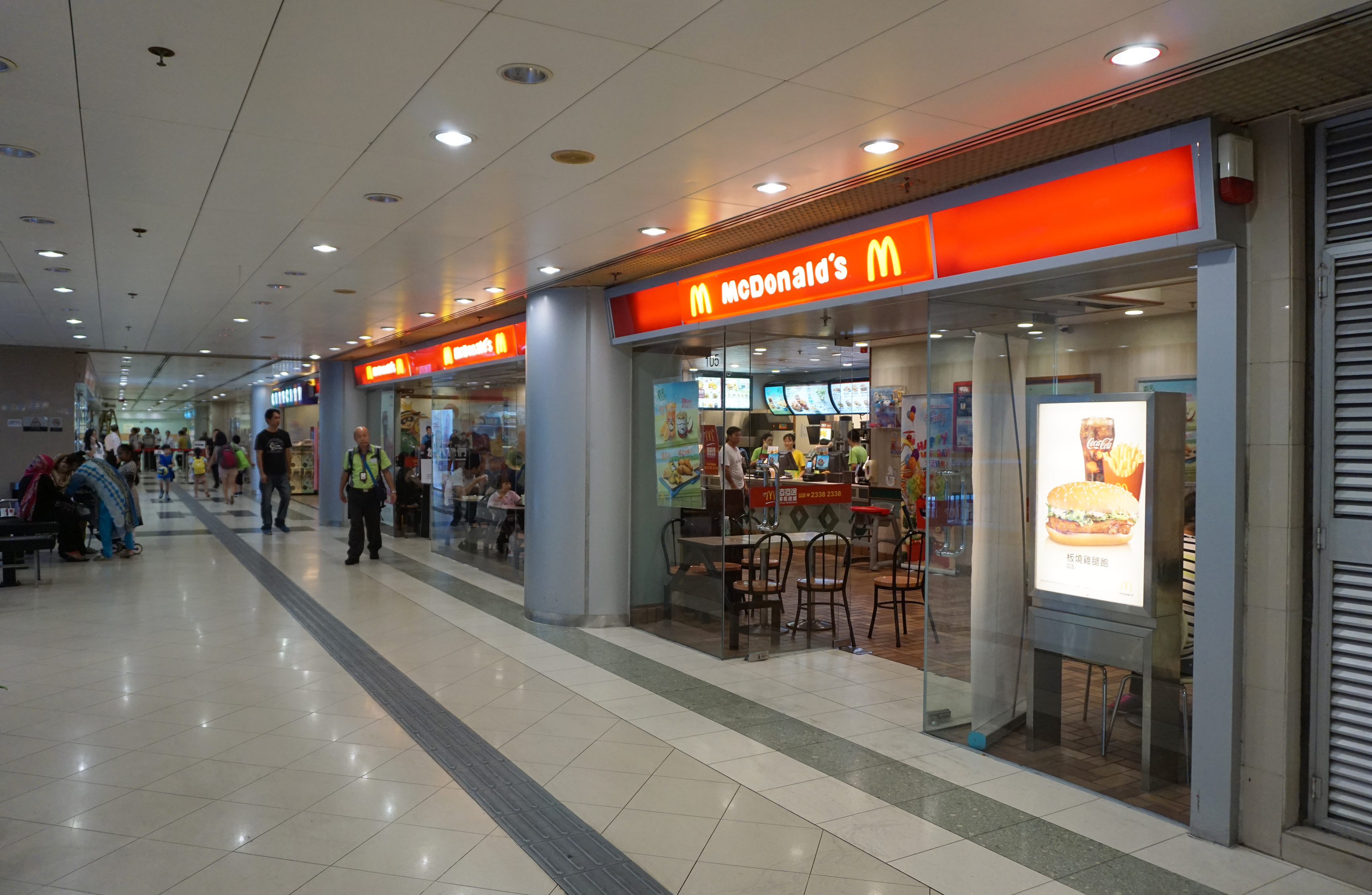
1樓麥當勞（已翻新）
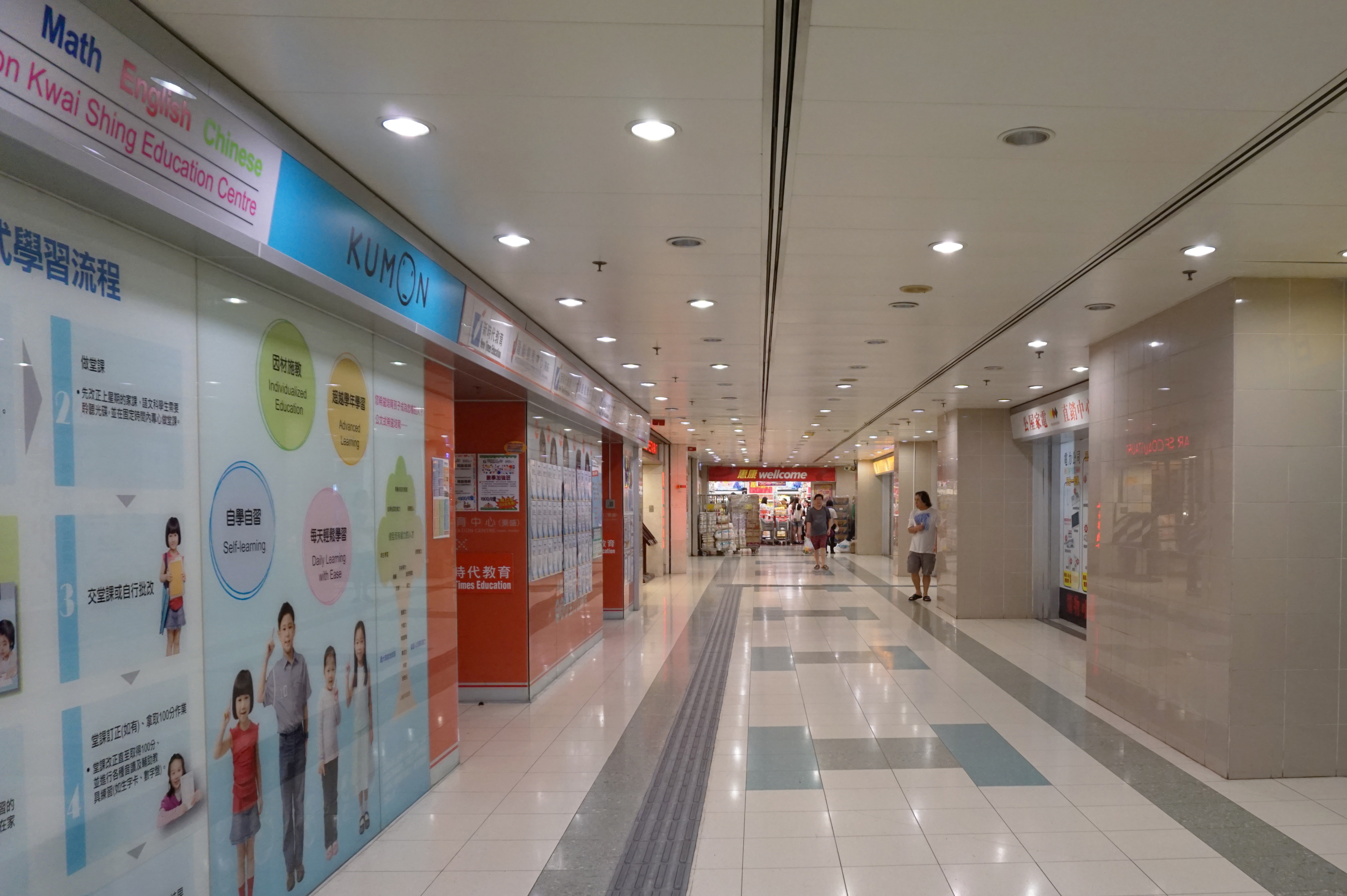
1樓補習社及惠康 （已搬遷至同一商場其他位置）
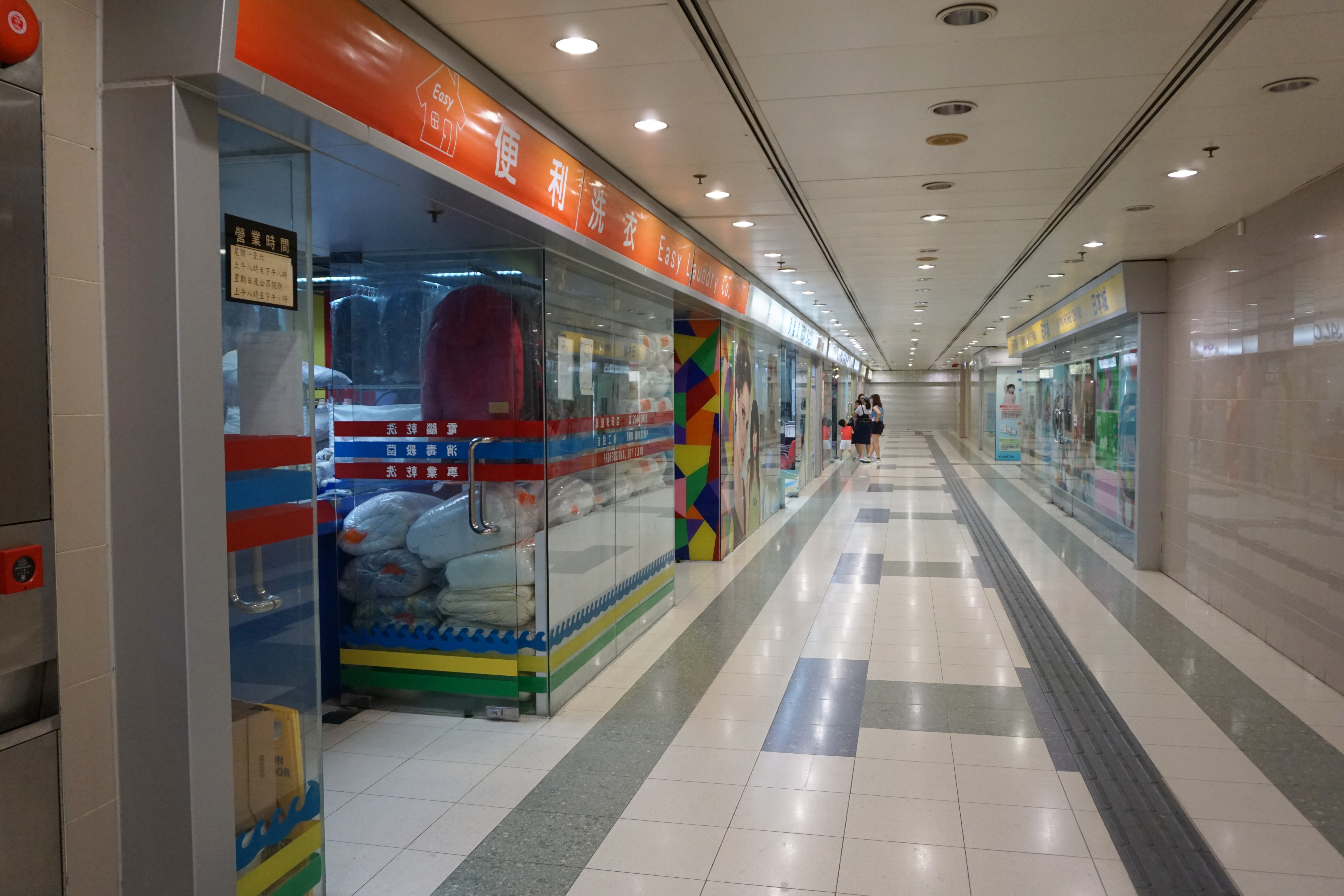
1樓洗衣店（已於2022年10月結業）、髮廊及日本城